# Philanthaxia jakli
Philanthaxia jakli is een soort prachtkever uit het geslacht Philanthaxia die voorkomt in het westen van Sumatra. Hij werd voor het eerst beschreven in 2011.
P. jakli is een kever van 7,5 tot 8,0 millimeter lang. Zijn rug is mat goud-groen, de buik donker goud-groen. De randen van de dekschilden en de voorkant van de kop hebben soms een rode schijn. De poten en het scutellum zijn groen. Op de buik staat een dichte witte beharing van korte, liggende haren.
De soortaanduiding jakli eert Stanislav Jákl, die het holotype vond.